# Nervei
Nervei este o localitate din comuna Gamvik, provincia Finnmark, Norvegia.